# John Wellington Gwynne

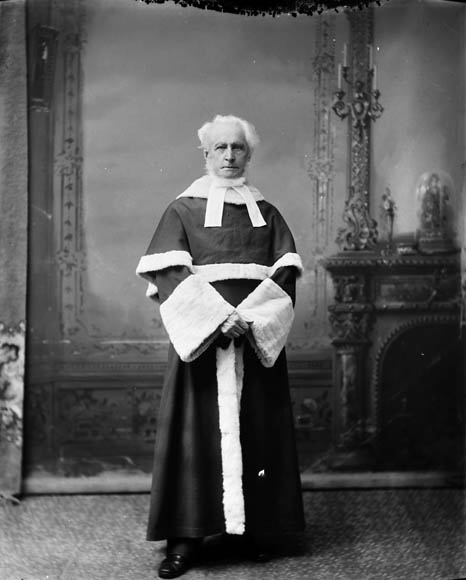
John Wellington Gwynne (April 1896)

John Wellington Gwynne, QC (* 30. März 1814 in Castleknock, County Dublin, Irland; † 7. Januar 1902) war ein kanadischer Jurist, der zwischen 1879 und seinem Tode 1902 fast 23 Jahre lang Richter am Obersten Gerichtshof von Kanada war.

## Leben
Gwynne, Sohn von William Gwynne und Eliza Nelson, begann nach dem Schulbesuch ein Studium der Rechtswissenschaften am Trinity College Dublin, wanderte aber 1832 als Achtzehnjähriger nach Kanada aus. Dort schrieb er sich zunächst als Student der Rechtswissenschaften bei der Law Society of Upper Canada ein und absolvierte sein Studium daraufhin zwischen 1832 und 1834 bei Thomas Kirkpatrick in Kingston in der damaligen britischen Kolonie Oberkanada. 1834 wechselte er zur weiteren Ausbildung in die Anwaltskanzlei Hagerman & Draper in Toronto und nahm nach seiner anwaltlichen Zulassung 1837 eine Tätigkeit als Rechtsanwalt auf. Für seine anwaltlichen Verdienste wurde er zum Kronanwalt (Queen’s Counsel) ernannt.
Neben seiner anwaltlichen Tätigkeit war Gwynne auch als Unternehmer tätig und zwischen 1845 und 1853 Förderer des Eisenbahnunternehmens Toronto and Guelph Railway Company, das schließlich mit der Grand Trunk Railway Company of Canada (GTR) fusionierte. 1868 wurde er zum Richter am Court of Common Pleas berufen und drei Jahre später 1871 zum Vorsitzenden einer Kommission zur Untersuchung der Verschmelzung des Common Law, also dem in den englischsprachigen Ländern vorherrschenden Rechtskreis, der sich nicht nur auf Gesetze, sondern auf maßgebliche richterliche Urteile der Vergangenheit – sogenannte Präzedenzfälle – stützt (Fallrecht) und auch durch richterliche Auslegung weitergebildet wird, mit dem sogenannten Equity, also den Regeln zur Ergänzung des Common Law zum Ausgleich von Härten. Nachdem er 1874 Richter am Ontario Court of Error and Appeal wurde, erfolgte am 14. Januar 1879 seine Berufung zum Richter am Obersten Gerichtshof von Kanada durch Premierminister John Macdonald. Dem Obersten Gerichtshof gehörte Gwynne fast 23 Jahre lang bis zu seinem Tode am 7. Januar 1902 an.